# Liste des évêques de Sacramento
Liste des évêques de Sacramento
(Dioecesis Sacramentensis)
L'évêché de Sacramento est créé le 28 mai 1886, par détachement de celui de Grass Valley et de l'archevêché de San Francisco.

## Sont évêques
- 28 mai 1886-† 27 février 1895 : Patrick Ier Manogue
- 27 février 1895-27 février 1896 : siège vacant
- 27 février 1896-† 27 décembre 1921 : Thomas Grace
- 17 mars 1922-† 1er septembre 1928 : Patrick II Keane (Patrick Joseph James Keane)
- 4 janvier 1929-† 14 janvier 1957 : Robert Armstrong (Robert John Armstrong)
- 14 janvier 1957-19 février 1962 : Joseph McGucken (Joseph Thomas McGucken)
- 30 mars 1962-11 juillet 1979 : Alden Bell (Alden John Bell)
- 18 décembre 1979-30 novembre 1993 : Francis Quinn (Francis Anthony Quinn)
- 30 novembre 1993-29 novembre 2008 : William Weigand (William Kenneth Weigand)
- depuis le 29 novembre 2008 : Jaime Soto

## Sources
- L'Annuaire Pontifical, sur le site http://www.catholic-hierarchy.org, à la page